# Guy Legris
Pour les articles homonymes, voir Legris.
Guy Legris est un ancien commissaire de police. Proche de Jacques Dominati (UDF) et Jean Tiberi (RPR puis UMP), il fut une des chevilles ouvrières du RPR à Paris dont il a été secrétaire général adjoint.
Il a terminé sa carrière (1999-2001) au Crédit municipal de Paris.
Impliqué dans l'affaire des faux électeurs du 3e arrondissement de Paris, Guy Legris a été condamné en décembre 2006 à 12 mois de prison avec sursis et 2000 € d’amende, une des deux plus lourdes condamnations avec celle, similaire, de Jack-Yves Bohbot, ancien adjoint de Jacques Dominati, parmi les 10 condamnations prononcées.